# منتخب بريطانيا العظمى لكرة القاعدة
منتخب بريطانيا العظمى الوطني لكرة القاعدة هو الفريق الذي يمثل بريطانيا العظمى في المنافسات الدولية لرياضة كرة القاعدة يعتبر من أقوى منتخبات العالم في هذه الرياضة حيث تمكن من الفوز بكأس العالم لكرة القاعدة مرة واحدة فقط، ويقوم إتحاد بريطانيا العظمى لكرة القاعدة بإدارة شؤونه.